# Lü Yang
Lü Yang (chinês: 吕扬, pinyin: Lǚ Yáng; Luohe, 26 de novembro de 1993) é uma remadora chinesa, campeã olímpica.

## Carreira
Yang conquistou a medalha de ouro nos Jogos Olímpicos de Verão de 2020 em Tóquio com a equipe da China no skiff quádruplo feminino, ao lado de Chen Yunxia, Zhang Ling e Cui Xiaotong, com o tempo de 6:05.13.